# Gavin Rylands de Beer
Sir Gavin Rylands de Beer (Londra, 1899 – Alfriston, 1972) è stato uno zoologo e antiquario inglese.
Dopo aver studiato a Parigi e a Oxford, si distinse in particolare per i suoi studi di anatomia comparata e per le sue ricerche in ambito evoluzionistico. Fu direttore del museo di storia naturale di Londra ed insegnò, sempre nella capitale inglese, embriologia alla College University fino al 1950.